# Maksimilian Aleksandrovich Voloshin
Maksimilian Aleksandrovich Kirienko-Voloshin (tiếng Nga: Максимилиа́н Алекса́ндрович Кирие́нко-Воло́шин, 16 tháng 5 năm 1877 – 11 tháng 8 năm 1932) – nhà thơ, nhà văn, dịch giả, họa sĩ, nhà hoạt động xã hội Nga.

## Tiểu sử
Maksimilian Kirienko-Voloshin sinh ở Kiev. Bố là một luật sư, mất năm 1881. Năm 1893 mẹ của Voloshin mua đất rồi về sống ở Koktebel (vùng Krym). Từ năm 1897 đến 1899 học ở khoa luật, Đại học Moskva nhưng chủ yếu là tự học ở nhà.
Năm 1900, một thời gian làm công nhân đường sắt, sau đó đi du lịch ở Hy Lạp, Ý, Đức, Thụy Sĩ, Thổ Nhĩ Kỳ, Ai Cập. Trở về Pháp, Voloshin nhiều lần nghe giảng ở Đại học Sorbonne và học vẽ ở Paris. Từ năm 1903 viết bài cho các báo và tạp chí của Nga.
Năm 1907 trở về sống và sáng tác ở Koktebel. Năm 1914 Voloshin viết thư gửi Bộ trưởng Quốc phòng từ chối tham gia quân đội. Thời kỳ Nội chiến không tham gia về phía nào. Năm 1924 Voloshin dùng nhà riêng của mình ở Koktebel là trại sáng tác cho các văn nghệ sĩ.
Maksimilian Kirienko-Voloshin mất ở Koktebel năm 1932.

## Tác phẩm
- Стихотворения. 1900–1910 (1910), thơ
- Портреты современных поэтов (1923), phê bình
- Иверни (1916) thơ
- Верхарн. Судьба. Творчество. Переводы (1919), phê bình
- Anno mundi ardentis 1915 (1916), thơ
- Демоны глухонемые (1919), thơ
- Лики творчества (1914), tiểu luận